# ナイトライト
ナイトライトとは、
1. イギリスの、1953年生まれの競走馬、繁殖牝馬。本項にて記述。
2. カナダの、1974年生まれの競走馬、繁殖牝馬[1]。

ナイトライト（欧字名:Nightlight、1953年 - 不明）はイギリスの競走馬、繁殖牝馬。競走馬としては4戦1勝の成績にとどまったが、繁殖牝馬として日本に輸入された後、多くの活躍馬を出す牝系の祖となった。
牝系の主な直系子孫にダイナコスモスとシャドウゲイトがいる。

## 略歴
1953年にイギリスで出生。競走馬としては4戦1勝の成績を収め、繁殖入り。
2頭を生産した後、1962年にラティフィケイションとの仔（のちのナイトアンドデイ）を受胎した状態で日本に輸入され、各地の牧場で繁殖生活を送った。重賞を勝つ馬はなかなか現れなかったが、ガーサントとの配合で生産した8番仔のヒガシライトが1970年に日本短波賞を優勝し、産駒初の重賞勝利を達成。
ナイトライトは最終的に11頭の産駒（うち日本での産駒9頭）を残し、1974年12月付で転売不明となった。
牝系はナイトアンドデイ産駒のシャダイプリマを通じて大きく発展し、1986年にはシャダイプリマの孫のダイナコスモスが一族初のGI制覇となる皐月賞を優勝。2007年には同じくシャダイプリマの子孫であるシャドウゲイトが一族初の海外GI制覇となるシンガポール航空インターナショナルカップを優勝した。

## 繁殖成績
|        | 生年   | 馬名             | 性 | 毛色   | 父                   | 馬主           | 管理調教師       | 戦績           | 出典   |
| ------ | ------ | ---------------- | -- | ------ | -------------------- | -------------- | ---------------- | -------------- | ------ |
| 初仔   | 1958年 | Canzonet         | 牝 | 鹿毛   | Chanteur             |                |                  | 英国産 16戦3勝 | [ 4 ]  |
| 2番仔  | 1961年 | Water Eaton      | 牡 | 鹿毛   | Chanteur             |                |                  | 海外産 6戦1勝  | [ 5 ]  |
| 3番仔  | 1962年 | ナイトアンドデイ | 牝 | 黒鹿毛 | ラテイフイケイシヨン | 藤田           |                  | 11戦6勝        | [ 6 ]  |
| 4番仔  | 1963年 | ナイトレデイ     | 牝 | 鹿毛   | ガーサント           | 鎌田           |                  |                | [ 7 ]  |
| 5番仔  | 1964年 | ハクスイ         | 牝 | 鹿毛   | ゲイタイム           | 水村           |                  | 29戦2勝        | [ 8 ]  |
| 6番仔  | 1965年 | ナイトフアイア   | 牝 | 黒鹿毛 | ガーサント           | 佐藤           |                  | 7戦2勝         | [ 9 ]  |
| 7番仔  | 1966年 | ナイトアイ       | 牝 | 鹿毛   | ガーサント           | 藤産業株式会社 |                  |                | [ 10 ] |
| 8番仔  | 1967年 | ヒガシライト     | 牡 | 鹿毛   | ガーサント           | 坂本           |                  | 27戦7勝        | [ 11 ] |
| 9番仔  | 1968年 | シヤダイナイト   | 牝 | 鹿毛   | ラヴアンダン         | 吉田善哉       | 栗東・佐藤勇     | 29戦5勝        | [ 12 ] |
| 10番仔 | 1970年 | コサージターフ   | 牝 | 鹿毛   | ナスコ               | 佐藤重治       | 美浦・松山吉三郎 | 29戦4勝        | [ 13 ] |
| 11番仔 | 1972年 | シヤダイレイズ   | 牝 | 鹿毛   | マリーノ             | 吉田善哉       | 栗東・武田文吾   |                | [ 14 ] |

## 主要なファミリーライン
- Grand Duchess 1871 --- 22-d始祖
  - Your Grace 1886
    - Yours 1894
      - Our Lassie 1900 ←---アワーラッシー牝系へ戻る
        - Lady Brilliant 1912
          - Black Ray 1919
            - Infra Red 1936 ←---インフラレッド牝系へ戻る
              - Riding Rays 1943
                - *ナイトライト 1953---↓（改行）

---↓ナイトライト牝系
太字はGI級競走優勝馬。
牝系図の出典：牝系検索α
- *ナイトライト 1953
  - ナイトアンドデイ 1962（OP2勝）
    - シャダイプリマ 1970 ---→シャダイプリマ牝系へ
    - シャダイプリンセス 1976
      - ダイナアイドル 1982
        - スーパーアイドル 1991
          - ダンスレッスン 2003
            - ペイシャオブロー 2012（福島2歳SなどOP2勝）

        - ダイワレイダース 1999（七夕賞）

      - プリンセスデージー 1990
        - プリンセスデージー 1995（OP1勝）

  - ナイトレディ 1963
    - シャダイレディ 1969
      - ホクトキンパイ 1979（七夕賞）

    - フジマサ 1970
      - スターフライト 1977（百万石賞）

  - ハクスイ 1964
    - ベニスズラン 1977
      - ミュゲロワイヤル 1985（共同通信杯4歳S）
      - ミュゲルージュ 1989
        - プリマダンサー 1996
          - パキータ 2002
            - ディアリッキー 2018（ヴィーナススプリント）

        - パノラマビューティ 2002（東京シンデレラマイル）

      - スズノメヒョー 2004
        - ヘイセイメジャー 2017（イノセントC、サッポロクラシックC）

      - ゴールドピアース 2006（福山牝馬特別2回）

  - ナイトファイア 1965
    - ラブリファイア 1970
      - ベンテンナスコ 1979（ゴールドジュニア、笠松ジュニアグランプリ）

  - ナイトアイ 1966
    - シャダイムーン 1975
      - マツマルゼンスキー 1984
        - マッケンリーダー 1993（珊瑚冠賞）

  - ヒガシライト 1967（関屋記念、日本短波賞）
  - コサージターフ 1970
    - ナイトブリーズ 1977
      - ラブリーサンライズ 1984
        - サンライズアトラス 1994（京成杯AH）
        - サンライズキング 1999（OP3勝）

### シャダイプリマ牝系
- シャダイプリマ 1970
  - シャダイワーデン 1977
    - ダイナコスモス 1983（皐月賞、ラジオたんぱ賞）
    - ルナオーキッド 1987
      - イノセントラジー 1991
        - イノセントニンフ 1997
          - ミヤサンキューティ 2008（優駿スプリント、東京シンデレラマイル）
            - ケウ 2019（ル・プランタン賞）

      - ルナースフィア 1996
        - ローレルロイス 2000（障害OP2勝）
        - メイショウトウコン 2002（東海S、ブリーダーズゴールドC、平安S、名古屋大賞典、エルムS）

    - ワーキングガール 1988
      - クラフトマンシップ 1995（函館記念）
      - クラフトワーク 2000（AJCC、中山金杯、函館記念）
      - ガールズトーク 2008
        - トーセンナチュラル 2012
          - トーセンローリエ 2020（アネモネS）

  - メルドスポート 1979
    - シャダイコスモス 1985（中山牝馬S）
      - オープニングナイト 1986
        - ショウナンアイドル 1992
          - ショウナンマライア 2005
            - ショウナンバーキン 2010
              - ショウナンライシン 2020（リステッド1勝）

      - ミラニスタ1991
        - オーガストバイオ 2001（OP1勝）

    - カッティングエッジ 1986（クイーンC、テレビ東京賞3歳牝馬S）
      - ファビラスターン 1994
        - ネローリ 2001
          - シークロム 2012（岩手スプリングC、イーハトーブマイル、青藍賞）

        - シャドウゲイト 2002（シンガポール国際C、中京記念、中山金杯）
        - サトノタイガー 2008（アフター5スター賞、川崎マイラーズ、JBCスプリント2着）

      - プロミネントカット 1995
        - ガンダーラプソディ 2000
          - イコピコ 2006（神戸新聞杯）

        - ハノハノ 2008（OP1勝）

    - メルティングムード 1987
      - ジャッジムード 1992
        - マックスエイト 2001
          - ニシノシャトル 2006
            - ユメハオオキク 2012
              - ダルマワンサ 2017（岐阜金賞）
              - イイネイイネイイネ 2019（MRO金賞）

          - ダブルオーセブン 2008（OROカップ）

        - タイムライアン 2002（ブルーバードC）

      - エーブブレーン1994（新潟記念、新潟グランプリ）

    - ディヴァインライト 1995（高松宮記念2着）
    - メルロースウィート 1996
      - アグネスワルツ 2007
        - カレンシュトラウス 2017（OP1勝）

## 血統表
| ナイトライトの血統            | ナイトライトの血統          | ナイトライトの血統     | （血統表の出典）       | （血統表の出典） |
| 父系                          | プリンスシュヴァリエ系      | プリンスシュヴァリエ系 | プリンスシュヴァリエ系 |                  |
| 父 Prince Chevalier 鹿毛 1943 | 父の父Prince Rose 鹿毛 1928 | Rose Prince            | Prince Palatine        | Prince Palatine  |
| 父 Prince Chevalier 鹿毛 1943 | 父の父Prince Rose 鹿毛 1928 | Rose Prince            | Eglantine              |                  |
| 父 Prince Chevalier 鹿毛 1943 | 父の父Prince Rose 鹿毛 1928 | Indolence              | Gay Crusader           | Gay Crusader     |
| 父 Prince Chevalier 鹿毛 1943 | 父の父Prince Rose 鹿毛 1928 | Indolence              | Barrier                |                  |
| 父 Prince Chevalier 鹿毛 1943 | 父の母Chevalerie 鹿毛 1933  | Abbot's Speed          | Abbots Trace           | Abbots Trace     |
| 父 Prince Chevalier 鹿毛 1943 | 父の母Chevalerie 鹿毛 1933  | Abbot's Speed          | Mary Gaunt             |                  |
| 父 Prince Chevalier 鹿毛 1943 | 父の母Chevalerie 鹿毛 1933  | Kassala                | Gylgad                 | Gylgad           |
| 父 Prince Chevalier 鹿毛 1943 | 父の母Chevalerie 鹿毛 1933  | Kassala                | Farizade               |                  |
| 母 Riding Rays 青毛 1943      | 母の父Nearco 黒鹿毛 1935    | Pharos                 | Phalaris               | Phalaris         |
| 母 Riding Rays 青毛 1943      | 母の父Nearco 黒鹿毛 1935    | Pharos                 | Scapa Flow             |                  |
| 母 Riding Rays 青毛 1943      | 母の父Nearco 黒鹿毛 1935    | Nogara                 | Havresac               | Havresac         |
| 母 Riding Rays 青毛 1943      | 母の父Nearco 黒鹿毛 1935    | Nogara                 | Catnip                 |                  |
| 母 Riding Rays 青毛 1943      | 母の母Infra Red 芦毛 1936   | Ethnarch               | The Tetrarch           | The Tetrarch     |
| 母 Riding Rays 青毛 1943      | 母の母Infra Red 芦毛 1936   | Ethnarch               | Karenza                |                  |
| 母 Riding Rays 青毛 1943      | 母の母Infra Red 芦毛 1936   | Black Ray              | Black Jester           | Black Jester     |
| 母 Riding Rays 青毛 1943      | 母の母Infra Red 芦毛 1936   | Black Ray              | Lady Brilliant         |                  |
| 母系(F-No.)                   | (FN:22-d)                   | (FN:22-d)              | (FN:22-d)              | [ § 2 ]          |
| 5代内の近親交配               | Polymelus 5・5（母内）      | Polymelus 5・5（母内） | Polymelus 5・5（母内） | [ § 3 ]          |
| 出典                          | 1. 2. 3.                    | 1. 2. 3.               | 1. 2. 3.               | 1. 2. 3.         |

- 祖母Infra Redは1939年のプリンセスエリザベスステークス勝ち馬。
- 5代母Our Lassieは1903年の英オークス勝ち馬。
- 半姉Tudor Gleamの孫に1969年伊ジョッキークラブ大賞勝ち馬のGlaneuseがいる。